# 青空にちんどん
『青空にちんどん』（あおぞらにちんどん）は、NHKで1994年5月9日 - 6月9日に放送されたテレビドラマ。原作は林幸治郎・赤江真理子の「ちんどん屋です。」。全20話。

## キャスト
岡野亜未→星山亜未
演 - 工藤夕貴
星山徹
演 - 伊原剛志
亜未の恋人→夫
秀さん
演 - 広岡善四郎
雅やん
演 - 都京助
百合
演 - 川内澄恵
スナックのマスター
演 - 芝本正
マネージャー
演 - 尾崎磨基
路上の男
演 - 杉山こうへい
神崎すず子
演 - 朝丘雪路
花丸勘十郎
演 - 西村晃
「大阪宣伝社」の社長。
亜未の師匠。
花丸サキ
演 - ミヤコ蝶々
勘十郎の妻。
岡野礼子
演 - 松本留美
その他
演 - 花紀京、鶴見辰吾、大森嘉之、立河宜子、河原崎長一郎

## スタッフ
- 脚本 - 東多江子[1]
- 音楽 - 谷川賢作[1]
- 演奏 - 新音楽協会
- 主題歌 - モダンチョキチョキズ「愛のモールス信号」[1]
- ちんどん指導 - 林幸次郎
- 方言指導 - 鳴尾よね子、路井恵美子
- 制作統括 - 布施実[1]
- 美術 - 藤井俊樹、加藤隆弘[1]
- 技術 - 鈴木文夫、粉野実[1]
- 音響効果 - 片岡健、高橋一郎[1]
- 記録・編集 - 光永美紀
- 撮影 - 森本祐二
- 照明 - 松村豊
- 音声 - 三沢英治
- 映像技術 - 井上幸浩
- 演出 - 宮崎純、太田光俊、加藤拓[1]